# Sabine Völker
Sabine Völker, née le 11 mai 1973 à Erfurt, est une ancienne patineuse de vitesse allemande triple médaillée en individuel aux Jeux olympiques d'hiver. En 2006, elle est médaillée d'or en poursuite par équipe, bien qu'elle n'ait pas pris part à la finale, elle avait tout de même participé aux séries qualificatives. Völker prend sa retraite après ces Jeux.

## Palmarès
- Jeux olympiques
  -  Médaille d'or à la poursuite par équipe aux Jeux olympiques d'hiver de 2006 à Turin
  -  Médaille d'argent sur 1 000 m aux Jeux olympiques d'hiver de 2002 à Salt Lake City
  -  Médaille d'argent sur 1 500 m aux Jeux olympiques d'hiver de 2002 à Salt Lake City
  -  Médaille de bronze sur 500 m aux Jeux olympiques d'hiver de 2002 à Salt Lake City

- Championnats du monde simple distance
  -  Médaille d'or de la poursuite par équipe en 2005 à Inzell
  -  Médaille d'argent du 500 m en 1997 à Varsovie
  -  Médaille d'argent du 1 000 m en 2001 à Salt Lake City

- Championnats du monde de sprint
  -  Médaille d'argent en 1998 à Berlin
  -  Médaille de bronze en 1999 à Calgary
  -  Médaille de bronze en 2001 à Salt Lake City

- Coupe du monde
  - Vainqueur du 1000 m en 2002.
  - 6 victoires.